# 張四維 (正德舉人)
張四維（15世紀—16世紀），字維國，山西太原府陽曲縣人，明朝政治人物。

## 生平
張四維是正德十一年（1516年）丙子科山西鄉試舉人，授茌平知縣，茌平位處要衝，人民逃亡過半，他招撫流民，與鄰縣館陶地糧，作均田圖去除宿゙弊，陞彰德同知，為政剛決嚴明、執法不屈不撓，安陽田地肥沃，賦役不均並多欺瞞，公私均為弊病，他承派人丈量土地，立法計畝定為上中下為三等，賦稅亦按此收納，同時他裁抑強橫宗室、革除冗費，百姓立碑紀念功德。

## 引用
1. 1 2  道光《陽曲縣志·卷十三·人物列傳》：張四維，正德丙子舉人，知茌平縣，邑當衝疲，民逃亡過半，四維招撫流移，均鄰邑館陶地糧，著均田圖，宿弊盡祛，陞彰德府同知，裁抑強宗、革除冗費，百姓立碑德之。
2. ↑  乾隆《彰德府志·卷十四·宦蹟》：張四維，字維國，陽曲人，舉人嘉靖初任（同知），剛決嚴明、執法不撓，安陽田畝肥磽，相半賦役輕重不均，且多欺隱，公私兩病之，四維承委丈量，竭思立法，計畝分坵，酌定上中下為三等，而賦亦隨之，民頗稱便。